# Учасники російсько-української війни Х
Учасники російсько-української війни, прізвища яких починаються з літери Х:
1. Хаблак Олександр Вікторович
2. Хабло Олексій Вікторович
3. Хабуля Микола Петрович
4. Хайлук Ярослав Анатолійович
5. Хайнас Юрій Андрійович
6. Хайнацький Богдан Олександрович
7. Халабуда Олексій Анатолійович
8. Халак Андрій Юрійович
9. Халанський Ігор Павлович
10. Халапов Веніамін Рафаелович
11. Халецький Ігор Євгенович[1]
12. Халіков Георгій Журович
13. Халіков Опанас Георгійович
14. Халімон Богдан Вікторович
15. Халін Володимир Олександрович
16. Халус Руслан Петрович
17. Хамраєв Рустам Шонійозович
18. Хамула Анатолій Вікторович
19. Ханащак Микола Іванович
20. Ханко Артем Олександрович
21. Харатін Володимир Іванович
22. Хардіков Чеслав Олексійович
23. Хардін Вадим Володимирович
24. Харитон Олександр Анатолійович
25. Харитонюк Віталій Ігорович
26. Харів Артур-Артем Юрійович
27. Харін Ярослав Леонідович
28. Харків Андрій Васильович
29. Харті Вадим Миколайович
30. Харук Володимир Юрійович
31. Харченко Анатолій Анатолійович
32. Харченко Андрій Андрійович
33. Харченко Богдан Володимирович
34. Харченко Віталій Олегович
35. Харченко Євген Борисович
36. Харченко Євген Володимирович
37. Харченко Євген Євгенович[2]
38. Харченко Ігор Васильович
39. Харченко Ігор Іванович
40. Харченко Максим Борисович
41. Харченко Максим Олександрович
42. Харченко Олександр Васильович
43. Харченко Олександр Олексійович
44. Харченко Олександр Сергійович
45. Харченко Ренат Тагірович
46. Харченко Роман В'ячеславович
47. Харченко Роман Олегович
48. Харченко Руслан Вікторович
49. Харченко Сергій Миколайович
50. Харчинський Олександр Павлович
51. Харчишин Борис Ігорович
52. Харчук Борис Миколайович
53. Харчук Віталій Володимирович
54. Харчук Микола Феодосійович
55. Харчук Сергій Петрович
56. Харьков Андрій Олександрович
57. Харьков Яніс Володимирович
58. Хасанов Хашим Ісмаїлович
59. Хасанов Юрій Рустамович
60. Хатмуллін Едуард Васильович[3]
61. Хахуда Володимир Миколайович
62. Хачатурян Дмитро Михайлович
63. Хвалько Сергій Степанович
64. Хведченя Євген Олексійович[4]
65. Хвічія Георгій
66. Хворостенко Володимир Олександрович
67. Хвостик Костянтин Сергійович
68. Хвостик Олексій Іванович
69. Хелемський Леонід Володимирович
70. Хижняк Андрій Васильович[5]
71. Хемич Іван Михайлович
72. Хертвек Ітан[6]
73. Хибовський Ярослав Юрійович
74. Хижун Олександр Якович
75. Хижняк Денис Миколайович
76. Хижняк Іван Іванович
77. Хижняк Олексій Леонідович
78. Хижняк Петро Петрович
79. Хиляс Іван Сергійович
80. Хиль Едуард Вікторович
81. Химич Віталій Іванович
82. Химич Іван Сергійович
83. Хитренко Геннадій Дмитрович
84. Хитрик Геннадій Васильович
85. Хищенко Вадим[7]
86. Хільський Олексій Юрійович
87. Хільченко Денис Миколайович
88. Хімічук Ігор Ігорович
89. Хітайлов Максим Євгенійович
90. Хітун Роман Юрійович
91. Хлебовська Лідія Мойсеївна
92. Хлистун Юрій Миколайович
93. Хлівний Дмитро Ренатович
94. Хлівнюк Володимир Анатолійович
95. Хлобистов Олег Юрійович[2]
96. Хлоп'ячий В'ячеслав Анатолійович
97. Хлуп'янець Вадим Васильович
98. Хлян Роман Васильович
99. Хмара Анатолій Олексійович
100. Хмара Ігор Віталійович
101. Хмелецький Віктор Іванович
102. Хмель Віталій Володимирович
103. Хмель В'ячеслав Юрійович
104. Хмельницький Василь Володимирович
105. Хмелюк Андрій Іванович
106. Хміляр Юрій Романович
107. Хмільовський Владислав Вікторович
108. Хмуренко Максим Олександрович
109. Хоба Антон Володимирович
110. Хобот Владислав Петрович
111. Ховренко Андрій Васильович
112. Хода Леонід Олексійович
113. Ходак Віктор Григорович
114. Ходак Володимир Анатолійович
115. Ходак Костянтин Олександрович
116. Ходак Костянтин Сергійович
117. Ходаківський Володимир Володимирович
118. Ходаківський В'ячеслав Анатолійович
119. Ходаковський Олександр Васильович
120. Ходаніцький Андрій Миколайович
121. Ходоровський Сергій Леонідович
122. Ходос Михайло Ігорович
123. Ходос Олександр Анатолійович
124. Ходускін Денис Іванович
125. Холін Олександр Борисович
126. Холматов Рустам Таджиалійович
127. Холмовський Сергій Володимирович
128. Холмогоров Ярослав Леонідович
129. Холо Ігор Миколайович
130. Холодняк Валентин Михайлович
131. Холодняк Віталій Миколайович
132. Холодюк Роман Дмитрович
133. Холява Тарас Павлович
134. Холявка Кирило Станіславович
135. Холявко Руслан Володимирович
136. Хома Михайло Юрійович
137. Хомин Назарій Ігорович
138. Хомич Максим Сергійович
139. Хоменець Роман Божеславович
140. Хоменко Артур Вікторович
141. Хоменко Валерій Дмитрович
142. Хоменко Василь Леонідович
143. Хоменко Олександр Васильович
144. Хоменко Олексій Віталійович
145. Хомицький Олег Романович[8]
146. Хомчук Олег Васильович
147. Хомяк Володимир Валерійович[9]
148. Хомяк Дмитро Валерійович[10]
149. Хом'як Віктор Олександрович
150. Хомяков Віктор Олександрович
151. Хоменко Андрій Вікторович
152. Хоменко Володимир Петрович
153. Хоменко Едуард Олександрович
154. Хоменко Ігор Петрович
155. Хоменко Ілля Вікторович
156. Хоменко Олег Васильович
157. Хоменко Олег Сергійович
158. Хоменко Павло Миколайович
159. Хоменко Сергій Володимирович
160. Хомерікі Маріанна Мерабівна
161. Хомик Богдан-Михайло Романович
162. Хомин Назарій Ігорович
163. Хомич Юрій Вікторович
164. Хомік Сергій Ярославович
165. Хомік Юрій Миколайович
166. Хомініч Сергій Вікторович
167. Хомов Олексій[11]
168. Хомчак Руслан Борисович
169. Хомюк Сергій Володимирович
170. Хомяк Олександр Вікторович
171. Хом'як Ігор Петрович
172. Хоптинський Юрій Петрович
173. Хоптій Віталій Васильович
174. Хоптій Олег Васильович
175. Хоптяр Сергій Вікторович
176. Хоренко Віктор Олександрович
177. Хоречко Микола Степанович
178. Хорик Андрій Васильович
179. Хорін Євген Олексійович
180. Хороба Володимир Віталійович
181. Хорольський Антон Петрович
182. Хорошковський В'ячеслав Дмитрович
183. Хорошун Едуард Миколайович
184. Хорошун Роман[12]
185. Хорошун Сергій Григорович
186. Хорощак Сергій Михайлович
187. Хоружа Наталія Олександрівна
188. Хотян Артем Юрійович
189. Хохленков Богдан Олександрович
190. Храбуст Дмитро Анатолійович
191. Храмов Володимир Петрович
192. Храпач Дмитро Олександрович
193. Храпко Євген Вікторович
194. Храпко Сергій Романович
195. Храпов Едуард Михайлович
196. Храпчук Євгеній Дмитрович
197. Хребтов Максим Валерійович
198. Ілля Хренов
199. Хрипунов Сергій Всеволодович
200. Христенок Олексій Анатолійович
201. Християнчук Віктор Леонтійович
202. Христюк Ярослав Андрійович
203. Храмцов Ігор[13]
204. Хрієнко Денис Іванович
205. Хромей Андрій Васильович
206. Хроменко Вадим Володимирович
207. Хромогін Владислав Сергійович
208. Хроненко Анатолій Петрович
209. Хруль Олександр Григорович
210. Хрущ Володимир Ігорович
211. Хрущ Олег Петрович
212. Хрущ Сергій Юрійович
213. Хряпа Ігор Васильович
214. Хряпінський Дмитро Андрійович
215. Худаш Тарас
216. Худий Остап Мар'янович
217. Худолей Андрій Юрійович[2]
218. Худолій Дмитро[14]
219. Худченко Руслан Михайлович
220. Худяков Артем Сергійович
221. Хуторний Юрій Миколайович
222. Хухлей Олександр